# Mari Boine
Mari Boine, tidligere kendt som Mari Boine Persen (født 8. november 1956 i Gámehisnjárga, Karasjok, Finnmark) er en samisk joik-sangerinde og formodentlig den internationalt bedst kendte repræsentant for sit folk. Hun har fornyet jojken ved at optage elementer fra bl.a. jazz, rock og folkemusikalske traditioner fra en række forskellige kulturer. Hun har optrådt over hele Europa samt i USA.
Boine har flere gange modtaget priser for sin kunst, som for eksempel kulturprisen fra hendes eget fylke, (Finnmark). Hun har desuden vundet tre Spellemanspriser, og i 2003 modtog hun Nordisk Råds Musikpris. 
18. september 2009 blev hun udnævnt til ridder første klasse av St. Olavs Orden for hendes artistiske mangfold.
Hun genopdagede den samiske kultur, mens hun arbejdede som lærerinde, og som dens repræsentant har hun spillet en vigtig rolle ved at knytte tættere bånd mellem de samiske befolkninger i Norge, Sverige, Finland og Rusland. Dette har hun blandt andet gjort gennem koncerter i Lowosero, samefolkets vigtigste bosættelse på den russiske Kolahalvø.
Hun blev inviteret til at optræde ved de olympiske vinterlege i Lillehammer i 1994 men afslog det, fordi hun så invitationen som et forsøg på at give det norske samfund et kulturelt alibi.
Mari Boine har også medvirket på andre musikeres indspilninger, bl.a. hos Jan Garbarek. Hun har videre givet vigtige bidrag til fredsprojektet One People.

## Priser
- 1989 Spellemannprisen (åben klasse) for albummet Gula Gula
- 1991 Finnmark fylkes kulturpris
- 1993 Spellemannprisen (åben klasse) for albummet Goaskinviellja
- 1993 Gammleng-prisen
- 1994 Nordlysprisen
- 1994 Brobyggerprisen
- 1996 Spellemannprisen (åben klasse) for albummet Eallin
- 2003 Nordisk Råds Musikpris

## Diskografi
Omfatter desuden remixer og coverversioner
- Jaskatvuoða Maŋŋá – Etter stillheten (1985)
- Gula Gula – Hør stammødrenes stemme (1989) (den oprindelige skandinaviske udgaven)
- Gula Gula (1990) (udgivet på ny af Peter Gabriels selskab "Real World")
- Salmer på veien hjem (1991) (med Kari Bremnes og Ole Paus)
- Mari Boine med Band Allians – Møte i Moskva (1992)
- Goaskinviellja – Eagle Brother (1993)
- Leahkastin – Unfolding (1994)
- Eallin/Live (1996)
- Radiant Warmth (1996)
- Bálvvoslatjna – Room Of Worship (1998)
- Eight Seasons – Gávcci Jahkejuogu (2001)
- Mari Boine Remixed By Odda Hámis (2001)
- Mari Boine/Inna Zhelannaya/Sergey Starostin: Winter In Moscow (2001 indspilt i 1992)
- Idjagieđas – In The Hand Of The Night (2006)
- Vuoi Vuoi Me – Henrik-Schwarz-Remix*Jaskatvuođa maŋŋá (2006, 1985)

## Referentier
1. ↑  Bekendtgørelsen på netsidene til det norske kongehus